# Vlagyimir Vlagyimirovics Putyin
Vlagyimir Vlagyimirovics Putyin (oroszul: Владимир Владимирович Путин, kiejtéseⓘ; Leningrád, 1952. október 7. –) egykori KGB-ügynök, politikus, Oroszország elnöke, az ország első számú vezetője. 1999 óta folyamatosan tölti be az elnöki vagy miniszterelnöki pozíciókat. 
A 2012 tavaszán megtartott orosz elnökválasztás megnyerése után fölényes győzelem eredményeként a harmadik elnöki ciklusára tért vissza a Kremlbe. Sztálin óta ő a leghosszabb ideje hatalomban levő orosz (vagy szovjet) vezető és Lukasenka, Fehéroroszország diktátora után a második leghosszabb ideje hivatalban lévő európai elnök.
Politikai ideológiáját és rendszerét putyinizmusnak (путинизм) nevezik. A 21. század elején igen nagy hazai népszerűségnek örvendett. 2007-ben az amerikai Time magazinban az év embere lett. Politikai elemzők a 2010-es években több évben is a világ legbefolyásosabb embereként ítélték meg.
Az orosz gazdaság és életszínvonal gyorsan nőtt Putyin rezsimjének korai időszakában, amit nagyrészt a kőolaj- és földgázipar fellendülése táplált. Az alacsonyabb olajárak és a Krím Oroszország általi annektálása miatt kivetett szankciók azonban 2015-ben recesszióhoz és stagnáláshoz vezettek.
Miközben folyamatosan erősítette a hatalmát, a politikai és emberi szabadságjogokat megnyirbálta, üldözte a politikai ellenfeleket, felszámolta a független médiaorgánumokat, valamint a szabad és tisztességes választások hiányával is szétzilálta az ország születőben lévő demokráciáját. Világossá tette az orosz oligarchák számára, hogy hatalmuk feltétele a hozzá való személyes lojalitás és a politikától való tartózkodás. Az ország az elnöksége alatt egyre inkább illiberális irányba fejlődött, és eltávolodott a demokratikus normáktól. Regnálása egyre markánsabban mutatja az autokrácia jeleit, mely Richard Pipes harvardi professzor szerint az orosz konzervativizmus eleme. A 21. század legnagyobb hatású diktátorának tartják.
Negyedik elnöki ciklusában, 2022 februárjában inváziót indított Ukrajna ellen, ami nemzetközi elítélést váltott ki, és kiterjedt nyugati szankciókhoz vezetett. 2022 őszén részleges katonai mozgósítást hirdetett, és négy ukrán régiót Oroszországhoz csatolt.
2023 márciusa óta háborús bűnök elkövetésének vádjával kapcsolatban körözött személy a Nemzetközi Büntetőbíróság által kiadott elfogatóparancs alapján.

## Életpályája

### Ifjúkora
1952. október 7-én, Leningrádban (ma Szentpétervár) született munkáscsaládban, Vlagyimir Putyin (1911–1999) és Marija Selomova (1918–1998) gyermekeként. Önéletrajza szerint nehéz körülmények között, patkányokkal fertőzött közösségi bérházban éltek. Apja gyári munkás volt, anyja segédmunkákat vállalt. Szülei sokat nélkülöztek, Leningrád ostromát is átélték, apja egy repesz miatt élete végéig sántított, anyja pedig majdnem éhen halt. Ő maga nem várt gyerek volt, és a nélkülözések miatt gyakran erősebb gyerekekkel kellett megküzdenie.
„A leningrádi utcákon nőttem fel, ahol megtanultam az aranyszabályt: ha a harc elkerülhetetlen, neked kell bevinned az első ütést.”  – mondta egy 2015-ös interjúban. 
A verekedések irányították érdeklődését a küzdősportok felé. Vélemények szerint ez a felfogás határozta meg aztán későbbi politikai lépéseit is.
Az ambiciózus Putyin szorgalmas volt, jól tanult, ezért felvették az elitképző 281-es számú leningrádi középiskolába, ezután 1970–1975 között a Leningrádi Állami Egyetem jogi karán nemzetközi jogot tanult.
Az egyetemi évek alatt lépett be a Szovjetunió Kommunista Pártjába és tagja maradt annak 1991. évi betiltásáig. A diploma megszerzése után az Államvédelmi Bizottság (KGB) leningrádi szervezetének munkatársa lett.
1983-ban nősült először; egy légiutas-kísérőt vett feleségül, Ljudmila Skrebnyevát, akitől két lánya született. (A pár 2013 körül vált el.)

### A KGB tisztjeként
1985-ben végezte el a KGB legfelső, Jurij Vlagyimirovics Andropovról elnevezett, Vörös Zászló érdemrenddel kitüntetett külföldi hírszerzési intézetét. (Mai neve Külföldi Hírszerzési Akadémia, Ордена Жукова Краснознамённая Академия внешней разведки имени Ю. В. Андропова (АВР)) 
Tizenöt évig szolgált a KGB külföldi hírszerző tisztjeként, ebből hat évig Drezdában, Kelet-Németországban. Fedőszervi pozíciója a Barátság Háza igazgatója volt.
A berlini fal „leomlása” alatt állítólag egy kockázatos blöffel akadályozta meg, hogy a tüntetők tömege betörjön a KGB helyi központjába.

### 1990-es évek
1990-ben alezredesi rangban visszavonult az aktív KGB-szolgálattól, és visszatért Oroszországba, ahol a Leningrádi Állami Egyetem külkapcsolataiért felelt.
A Szovjetunió felbomlása mélyen érintette; később a 20. század „legnagyobb geopolitikai katasztrófájának” nevezte.

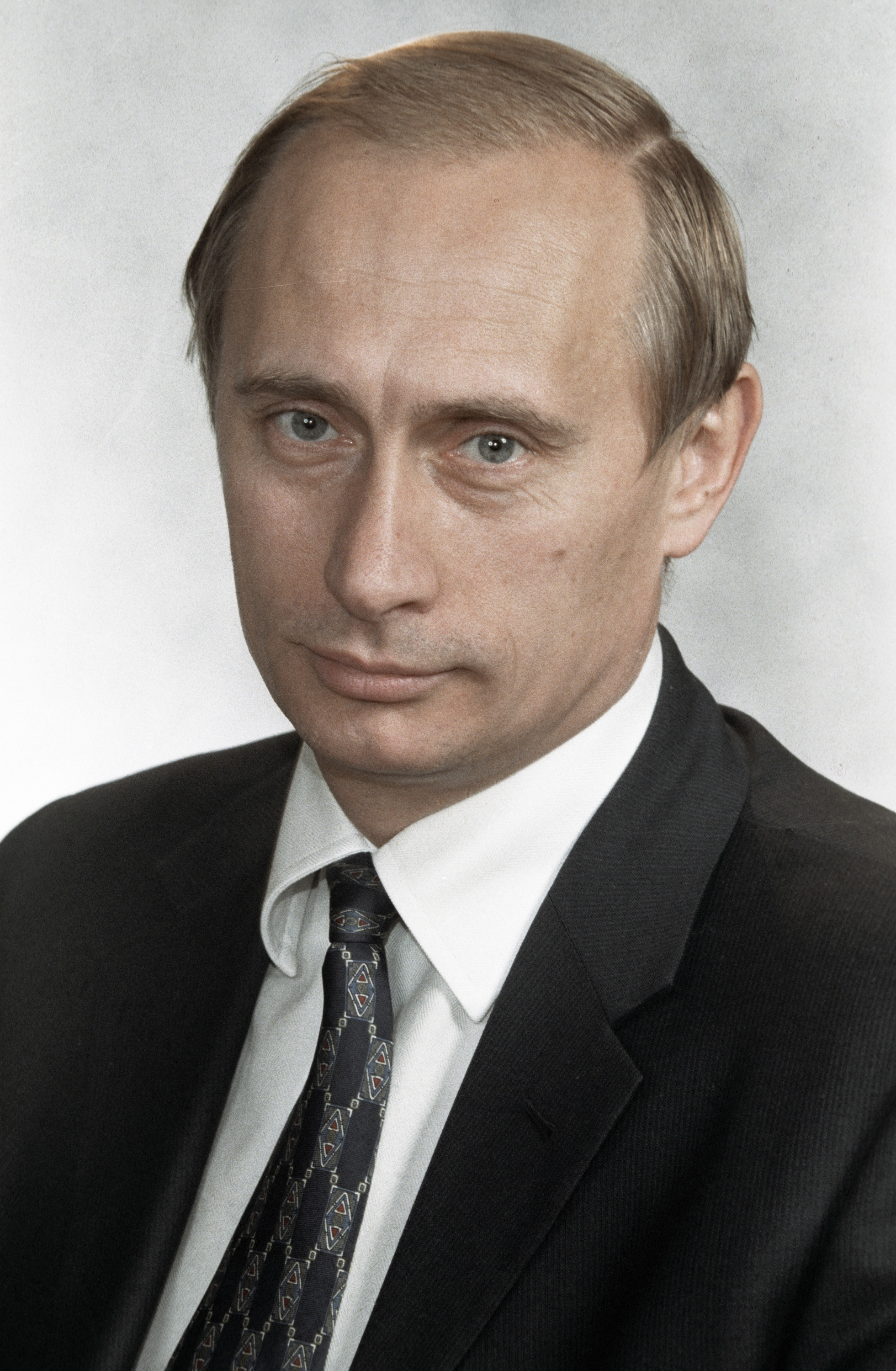
1998-ban mint az Orosz Föderáció Szövetségi Biztonsági Szolgálatának igazgatója

A szentpétervári polgármesteri hivatal nemzetközi kapcsolatok bizottságának elnöki, majd a városi kormány elnökhelyettesi posztját töltötte be, közben 1992 elején alezredesi rendfokozatban a KGB tartalékos állományába helyezték. Későbbi elmondása szerint ekkortájt taxisofőrnek is beállt bérkiegészítésként, miután Gorbacsov mellé állt, mikor puccsot kíséreltek meg ellene és ezért a KGB-t is otthagyta.
Közben Szobcsak, Szentpétervár első demokratikusan megválasztott polgármesterének tanácsadója lett. Gyorsan elnyerte Szobcsak bizalmát, és arról vált ismertté, hogy képes elintézni a dolgokat; 1994-re pedig alpolgármesteri posztra emelkedett.
1996-ban Szobcsak elvesztette újraválasztását, majd később a korrupciós vádak közepette külföldre menekült. Putyin karrierje közben gyorsan emelkedett, ebben az évben Moszkvába hívták, ahol csatlakozott az elnöki stábhoz, és az elnöki adminisztráció munkatársa, később pedig vezetőjének első helyettese lett.
1997-ben közgazdasági doktori címet szerzett, disszertációjának címe: Az ásványi és nyersanyagbázis újratermelésének stratégiai tervezése a kialakított piaci kapcsolatok feltételei között, a Szentpétervár–Leningrádi terület régióban.
1998 nyarán kinevezték a Szövetségi Biztonsági Szolgálat (FSZB) igazgatójának, a következő évben egyidejűleg az Oroszországi Föderáció Biztonsági Tanácsa titkárának is.

### Miniszterelnökként (1999–2000)
1999. augusztus 9-én Borisz Jelcin hivatalban lévő elnök – a következő évben esedékes elnökválasztást megemlítve – televíziós nyilatkozatban jelentette be: „Most elhatároztam, hogy megnevezem azt a személyt, aki véleményem szerint képes konszolidálni a társadalmat… ”, és Vlagyimir Putyint nevezte meg. Ugyanekkor menesztette Szergej Sztyepasin kormányát és megbízta Putyint a kormányfői teendők ellátásával.
1999. augusztus 16-án az Állami Duma jóváhagyta kormányfői kinevezését.
Putyint először a Csecsenföld ellen indított akciók tették ismertté és népszerűvé a lakosság körében, miután 1999 szeptemberében több, két moszkvai és egy volgodonszki lakótelepi robbanás is történt, több száz halottal és sérülttel. A hatóságok szerint a robbantásokért a csecsen szeparatisták feleltek, bár konkrét felelősöket nem találtak. Putyin, akinek addig alig volt támogatottsága friss miniszterelnökként, kemény megtorlást ígért. A dagesztáni háború miatt adott volt a csecsen fenyegetés, ezért indított offenzívát Oroszország az év decemberében, mely a tíz évig tartó második csecsen háborúhoz vezetett. A katonai reakció rövid úton meghozta Putyin népszerűségét is, miközben Putyin körül Egység néven új párt is alakult. Számos körülmény viszont felvetette az FSZB és ezáltal közvetve Putyin érintettségét is, ezen kívül semmilyen konkrét bizonyíték nem volt arra, hogy a robbantásokhoz csecseneknek bármi közük lenne. Az is felmerült, hogy az oroszok csalogatták Dagesztánba a csecseneket, hogy legyen alap a háborúskodásra, ezzel legitimálva Putyin hatalomba kerülését. Az ügy pontos kivizsgálását ellehetetlenítették, az utána nyomozó személyek ellen pedig bírósági eljárások indultak, vagy merényletek áldozatai lettek, mint Anna Politkovszkaja vagy Alekszandr Litvinyenko. Putyin kategorikusan tagadta, hogy bármi köze lenne a merényletekhez.

### 2000-es évek eleje (elnöki évek)
Amikor 1999 utolsó napján a betegeskedő és egyre népszerűtlenebb Jelcin lemondott, Putyin lett a megbízott elnök.
A következő év tavaszán, 2000 márciusában a szavazatok 52,9 százalékával megnyerte a választást a teljes elnöki ciklusra. Májusban be is iktatták a hivatalába.
Putyin első orosz elnöki beszédében megígérte, hogy megvédi a szólásszabadságot, a sajtószabadságot és a tulajdonjogokat, és egyúttal bejelentette a demokrácia iránti elkötelezettségét. Vezetése alatt azonban szinte azonnal megindult a demokráciában a visszaesés.
A Kreml állami ellenőrzés alá vonta az addig független televíziós hálózatokat, míg más hírügynökségeket bezárt; eltöröltek bizonyos választásokat; megnyirbálták az igazságszolgáltatást; és korlátozták az ellenzéki politikai pártokat.
A választások idején külső megfigyelők széles körben elterjedt szavazói szabálytalanságokat észleltek. Putyin rendszerét néha „irányított demokráciának” nevezték.
Az emelkedő olaj- és gázárak hatására azonban a 2000-es évek elején gyorsan nőtt az orosz gazdaság, és emelkedett az életszínvonal. Sok orosz úgy látta, hogy Putyin rendet és stabilitást teremtett a jelcini évek hiperinflációja, és zűrzavara után.

#### Első elnöki ciklusa (2000–2004)
Elnöki hivatalának első évét a tiltakozó mozgalmak elfojtására tett nagyrészt sikeres erőfeszítés jellemezte; az ellenzéki vezetőket is bebörtönözték.
Putyin ebben a ciklusban Mihail Kaszjanovot nevezte ki kormányfőnek. 2004. február 24-én, kevéssel az új elnökválasztás előtt menesztette Kaszjanov kormányát, új kormányfőnek pedig Mihail Fradkovot nevezte ki.
A 2002-ben Moszkvában történt színházi túszejtést hivatalosan csecsenek követték el, a túszszabadítás közben használt altatógáz miatt 130-an életüket vesztették, köztük mindegyik túszejtő. A körülményeket nem tisztázták.

#### Második elnöki ciklusa (2004–2008)
2004. március 14-én a szavazatok 71,34 százalékával másodszor is megválasztották elnöknek, és szokás szerint május 7-én iktatták be másodszor is ebbe a hivatalba. 2007. szeptember 12-én, fél évvel az elnökválasztás előtt menesztette Fradkov kormányát, új kormányfőnek Viktor Zubkovot nevezte ki.

### Második miniszterelnöki ciklus (2008–2012)

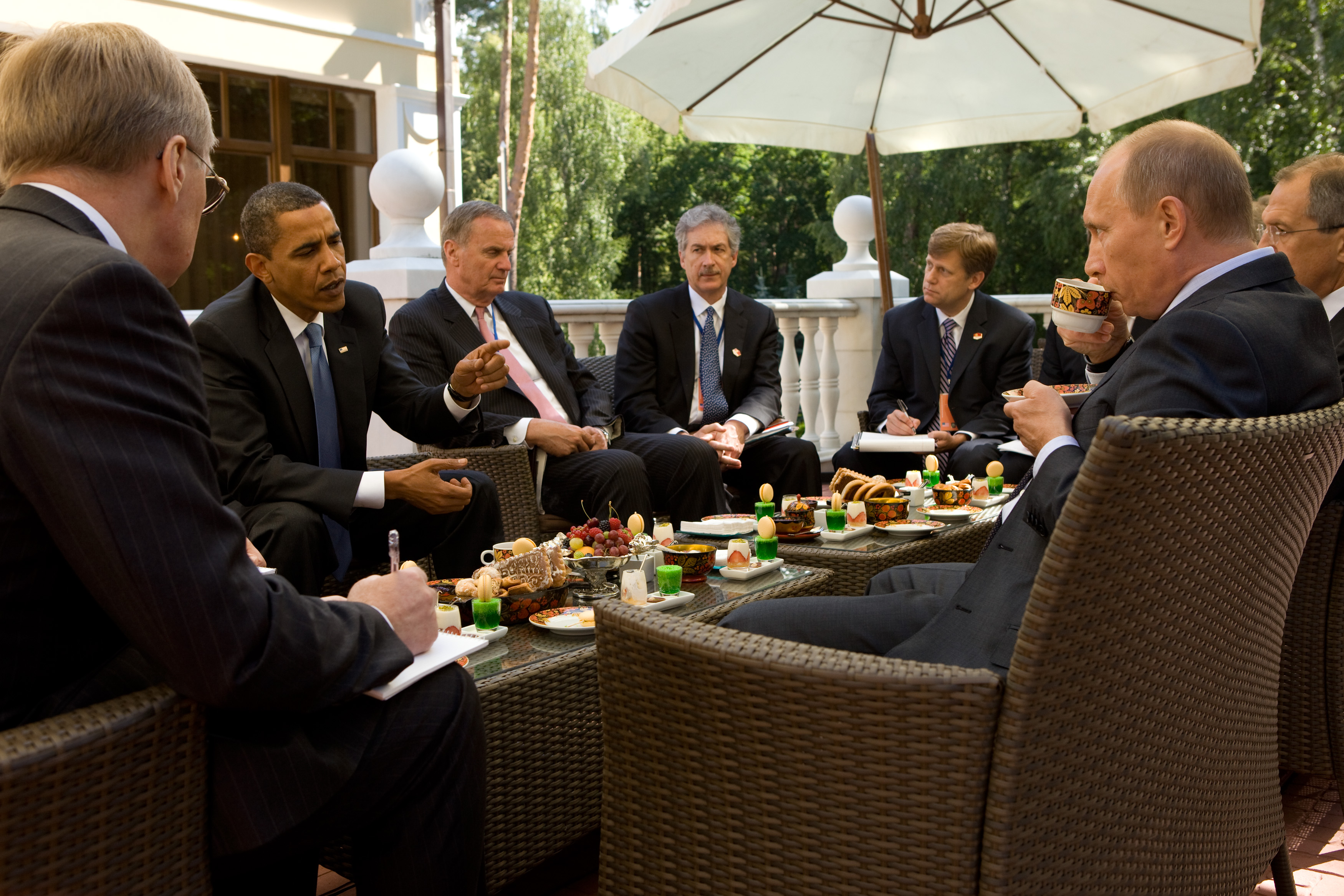
2009-ben oroszországi rezidenciáján, Obamával

A 2008-as választáson az orosz alkotmány értelmében Putyin harmadszor nem volt megválasztható, ezért helyébe a Putyin támogatásával elnökké választott Dmitrij Medvegyev lépett, aki pedig őt nevezte ki kormányfőnek.
Putyin azonban nem hagyott kétséget afelől, hogy valójában ki irányítja az országot.
Kormányfői kinevezését az Állami Duma 2008 májusában jóváhagyta. Ekkor a hatalmának további biztosítása érdekében a kormányzó politikai erő bázisának tekintett Egységes Oroszország párt vezetését is átvette.
Amikor Medvegyev mandátuma 2012-ben lejárt, felcserélték egymás posztját és ismét Putyin lett az elnök.

### Harmadik elnöki ciklus (2012–2018)
A 2012 tavaszán megtartott orosz elnökválasztás első fordulójában a szavazók 63,75 százaléka adta voksát Putyinra így második forduló nélkül, május 7-től a harmadik elnöki ciklusára térhetett vissza a Kremlbe. A választás többek szerint törvénytelen volt, és utcai zavargások is kitörtek, amiatt több tüntetőt elítéltek.
2012-ben lépett hatályba a „külföldi ügynöktörvény”, aminek értelmében a putyini Oroszországban bárkit el lehet marasztalni azzal az indokkal, hogy „idegen ügynök”. Ezzel az intézkedéssel lehetetlenítettek el és számoltak fel több Putyinnal és rendszerével kritikus embert és szervezetet.
Az Egyesült Államokkal fennálló feszültségek 2013 júniusában fellángoltak, amikor az Egyesült Államok Nemzetbiztonsági Ügynökségének (NSA) embere, Edward Snowden Oroszországban keresett menedéket, miután számos titkos NSA-dokumentumot tárt fel.
Az alkotmány elfogadásának 2013. decemberi 20. évfordulóján mintegy 25 ezer személyt engedtek ki az orosz börtönökből. Kegyelmet kapott Mihail Hodorkovszkij is, akit több mint egy évtizede tartottak börtönben olyan vádak miatt, amelyekről Oroszországon kívül sokan azt állították, hogy politikai indíttatásúak voltak.

#### A Krím annektálása
2014 februárjában az oroszbarát Viktor Janukovics ukrán kormánya a hónapok óta tartó tiltakozások után megbukott, Janukovics pedig Oroszországba menekült. 2014 március elején az orosz csapatok és az oroszbarát félkatonai csoportok ténylegesen átvették az irányítást az ukrán autonóm köztársaság, a Krím felett, amelynek lakossága túlnyomórészt orosz nemzetiségű volt. Ezután a vitatott legalitású március 16-i népszavazáson a Krím lakosai az Oroszországhoz való csatlakozásra szavaztak. Március 18-án Putyin kijelentette, hogy a Krím mindig is Oroszország része volt, és aláírta a félszigetnek az Orosz Föderációhoz csatoló szerződését. Erre válaszul a nyugati kormányok Putyin belső körének tagjaival szemben beutazási tilalmat rendeltek el és vagyonbefagyasztást hajtottak végre.

#### Kelet-ukrajnai háború kirobbanása
2014 áprilisában azonosítatlan fegyveresek orosz felszereléssel ellátott csoportjai Délkelet-Ukrajna egész területén elfoglalták a kormányzati épületeket, és fegyveres konfliktust robbantottak ki a kijevi kormánnyal szemben. Putyin a birodalmi korszakból származó követeléseket idézve Novorosszija-ként („Új Oroszország”) emlegette a térséget, és bár minden jel arra utal, hogy az oroszok közvetlenül részt vettek a felkelésben, Putyin határozottan tagadta, hogy orosz csapatok részt vettek volna a harcokban.
2014. július 17-én a Malaysia Airlines MH17-es járata lezuhant Kelet-Ukrajnában, és a bizonyítékok arra utaltak, hogy a lázadók által ellenőrzött területről kilőtt, orosz gyártmányú föld-levegő rakéta lőtte azt le. A nyugati országok a szankciórendszer szigorításával válaszoltak, és ezek az intézkedések, a 2014–2016-os olajárválság következtében zuhanó kőolajárakkal együtt visszavágták az orosz gazdaság addigi fejlődését.

#### Egyéb események

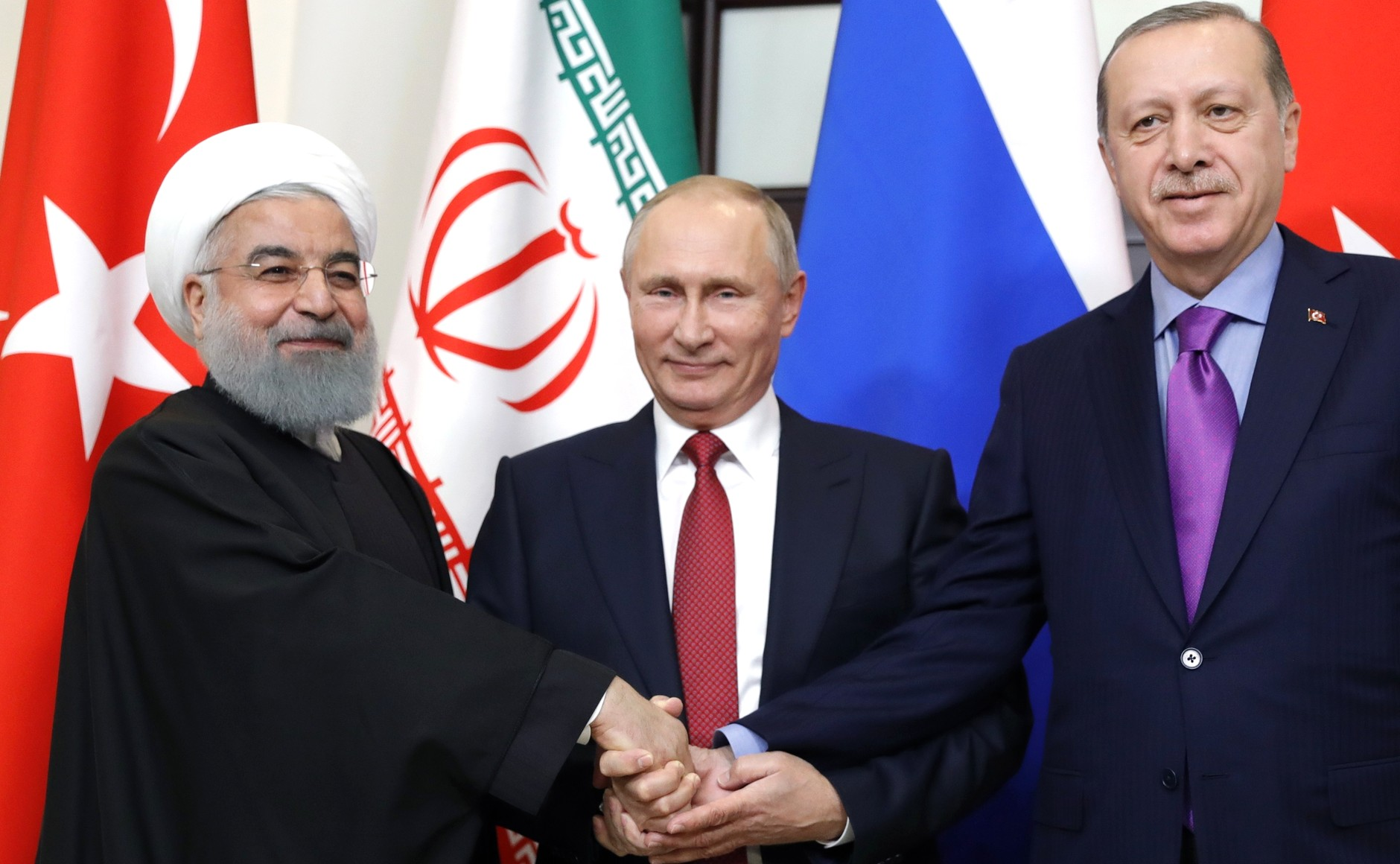
2017-ben Hasszán Rohani iráni és Recep Tayyip Erdoğan török elnökkel

2014-ben hozta létre az Eurázsiai Gazdasági Unió nevű gazdasági társulást Fehéroroszország és Kazahsztán részvételével, amihez később Örményország és Kirgizisztán is csatlakozott.
Komoly diplomácia bonyodalmat okozott 2015-ben Oroszország beavatkozása a szíriai polgárháborúba, Bassár el-Aszad elnök oldalán. A beavatkozás miatt ugyanis sok volt a civil áldozat. A történtek kapcsán még egy orosz propaganda ízű háborús film is készült, orosz vadászpilóták főszereplésével.

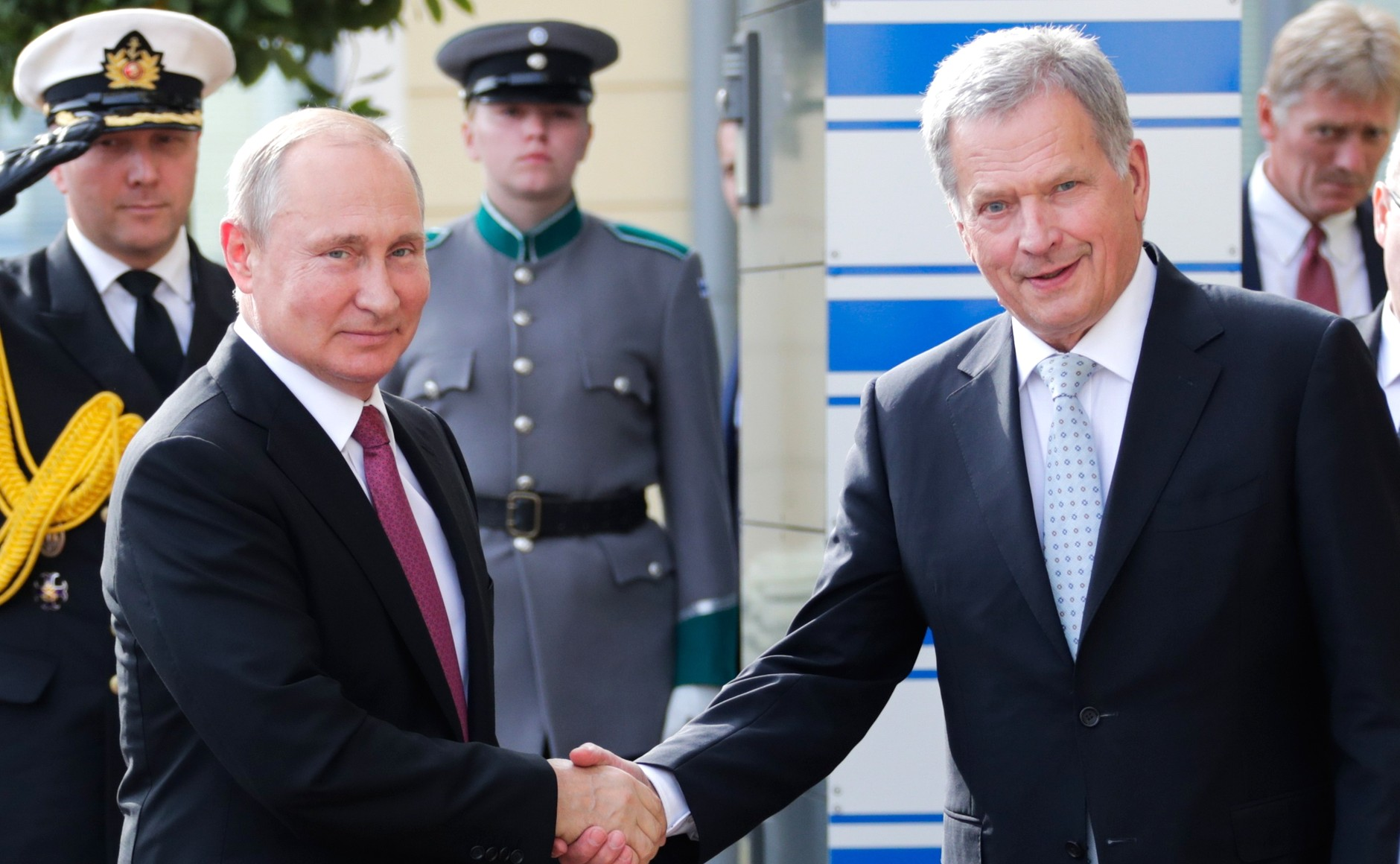
2019-ben Sauli Niinistö finn elnökkel

### Negyedik elnöki ciklus (2018–2024)

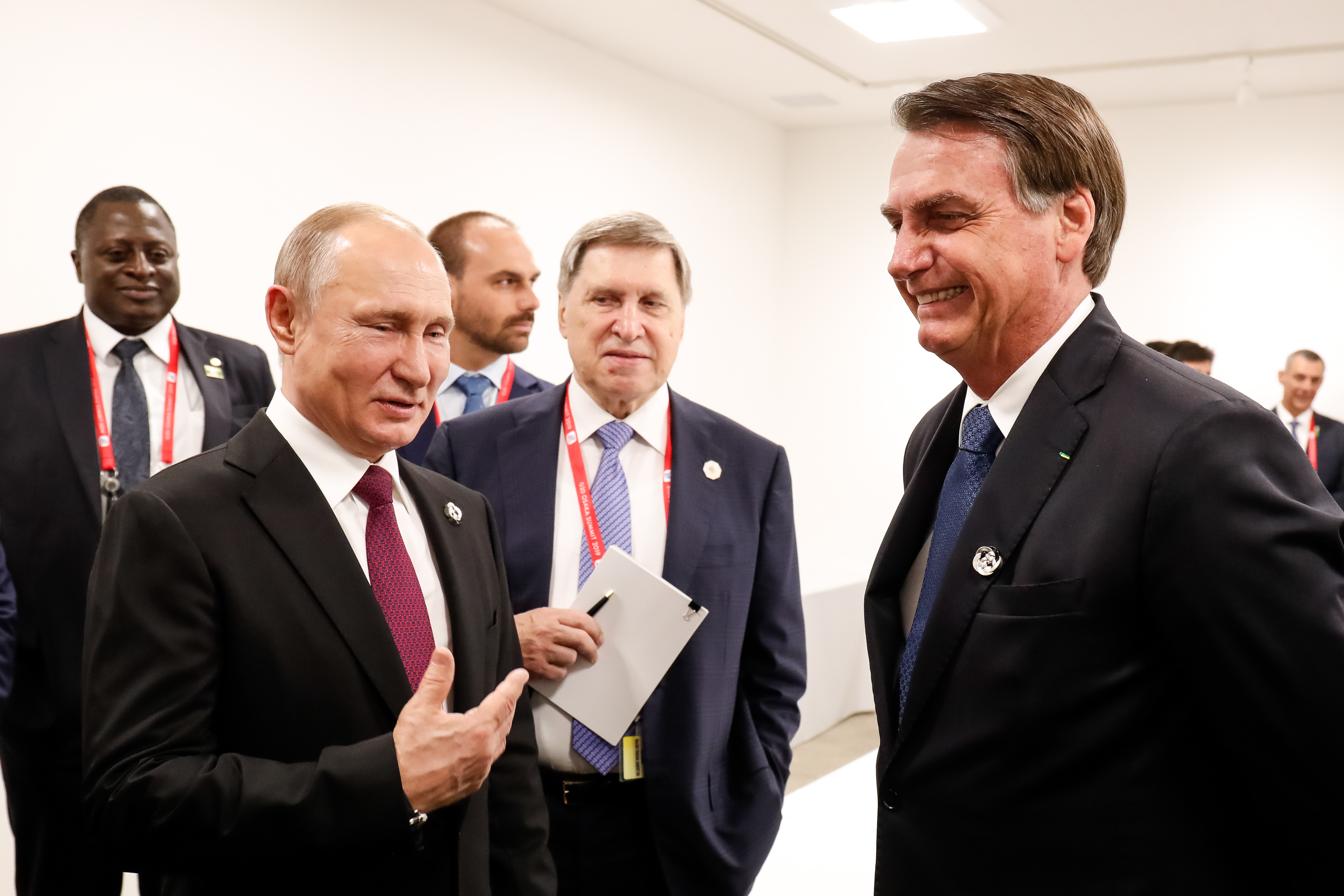
2019-ben Japánban, a G20 csúcstalálkozón

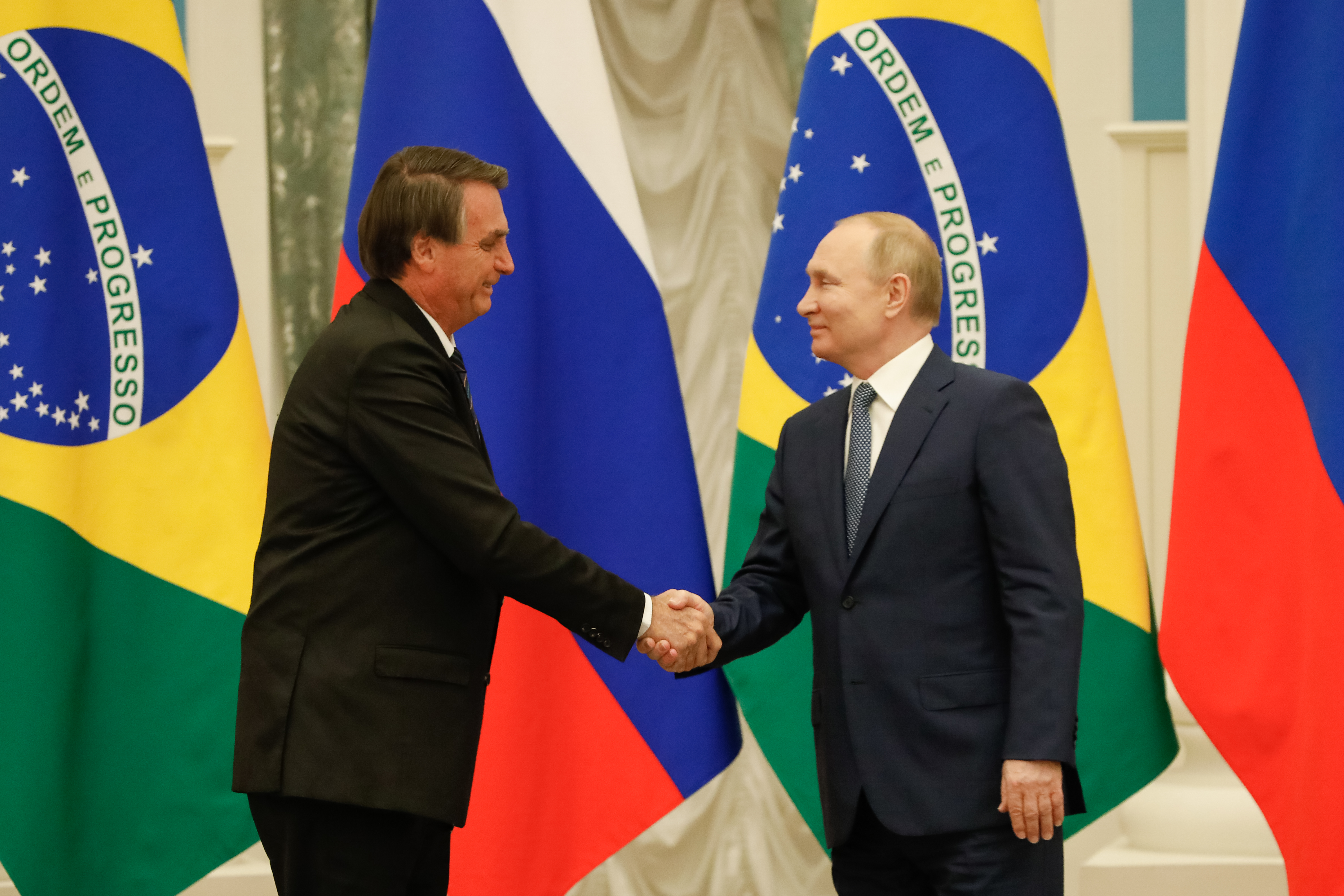
2022-ben, Jair Bolsonaroval

A 2018. március 18-i elnökválasztáson a hivatalos adatok szerint 67,53%-os részvétel mellett a szavazatok 77%-át szerezte meg, így 2018 májusi beiktatása után kezdhette el negyedik elnöki mandátumát, amely 2024-ig tart. Egyes független megfigyelők szerint a választásnál komoly csalások történtek: a részvételi arány a hivatalosnál lényegesen alacsonyabb volt.
Az INF-szerződésből is kiléptette országát, miután Donald Trump 2018-ban bejelentette, hogy az USA kilép a szerződésből. Mindkét ország 2019. augusztus 2-án lépett ki az egyezményből.
2019-ben lépett hatályba az az orosz törvény, ami lehetővé teszi, hogy „válsághelyzet esetén” Oroszországot le lehet kapcsolni a globális internethálózatról, helyette pedig egy kontrollálható nemzeti rendszert ír elő. Kritikusok szerint Putyin ezzel is ellenőrzés alatt akarja tartani országa állampolgárait, hogy megnehezítse vagy ellehetetlenítse a kormánykritikus vélemények és személyek kommunikációját. Putyin többek közt a Wikipédiát is egy „megbízható” orosz információbázisra cserélné. Putyin elnöki adminisztrációjának irányítása alá került az ország legnagyobb közösségi oldala, a Vkontakte is, miközben több adminisztratív lépéssel, például büntetések kiszabásával igyekezett nehezíteni a külföldi IT-cégek országon belüli működését, mert azok nem „cenzúráztak” netes tartalmakat az orosz törvények értelmében.
Sajátosan értelmezte Krím 2014-es Oroszország általi annektálását is, ami szerinte azért történt, mert a NATO és nyugati szövetségesei „erőszakos nyomásgyakorlása” miatt Krím egyszerűen „kilépett” Ukrajnából. Az incidens óta az Európa Tanács gazdasági szankciókat léptetett életbe Oroszországgal szemben. Putyin attól is tart, hogy Ukrajna NATO-tag lehet, mert azzal legfőbb ellenfele, az USA befolyást szerezne országa közvetlen szomszédságában. Ez ügyben még egy, NATO keleti terjeszkedését meggátoló megállapodást is szorgalmazott. Fenyegetőbb hangot is megengedett magának, mikor arról beszélt, hogy „ne számítson semmi jóra, aki ki akar kezdeni Oroszországgal”, úgy fogalmazott: „Remélem, hogy senkinek nem jut eszébe Oroszország viszonylatában átlépni az úgynevezett vörös vonalat. Azt, hogy ez hol fog húzódni, azt minden konkrét esetben mi magunk fogjuk meghatározni”. Itt egyebek mellett Aljakszandr Lukasenka fehérorosz elnököt is védelmébe vette, aki főleg azután szigetelődött el véglegesen politikailag, s maradt Oroszország az egyetlen szövetségese, hogy nem sokkal korábban Minszkben földre kényszerített egy polgári, menetrend szerinti repülőjáratot egy rajta utazó ellenzéki politikai aktivista miatt. Krím annexióját kormánya később is változtathatatlan állapotként kezelte, mint ami véglegesen Oroszország régiója, ennek dacára nyilatkozott úgy, hogy számít Oroszország és Ukrajna kapcsolatainak előbb-utóbbi teljes körű helyreállására. Mint mondta, a két ország közötti jelenlegi viszony „abszolút nem normális és nem természetes”. Közben 2019-re egy 19 kilométeres híd is elkészült Krímbe a Kercsi-szoroson át, a híd avatásán Putyin is részt vett. Kijev és a nyugati országok a híd építését is elítélték. Lloyd Austin amerikai védelmi miniszter 2021 októberében Kijevben egyértelműsítette, hogy Oroszország kezdte a háborút a Donyec-medencében, és azóta akadályozza a konfliktus békés rendezését, hozzátéve, hogy egyetlen harmadik országnak sincs joga megvétózni egy ország, mint Ukrajna leendő NATO-tagságát.
Nem csak megválasztása után, hanem évek, évtizedek múlva is több Putyinnal kritikus személy vált merényletek vagy merényletkísérletek, főleg a novicsok nevű idegméreggel történt mérgezés áldozatává. Nagy port vert fel az így megmérgezett Szergej Szkripal Egyesült Királyságban élő egykori hírszerző és lánya elleni merényletkísérlet is, amiben viszont egy civil meghalt, de Borisz Nyemcov ellenzéki képviselő lelövése, egy Berlinben lelőtt korábbi csecsen szeparatista, és egy elvágott torkú, Putyin ellenes blogger franciaországi halála sem tett jót a Putyin vezette Oroszország megítélésének. Emiatt rendszeresen kapott bírálatokat, főleg az EU-tól, noha bizonyíték nem volt az érintettségére, Putyin pedig mindig tagadott minden merényletre vonatkozó vádat. Több esetben sikerült ugyan a merénylőket elfogni és elítélni, akik akár egyenesen az orosz államszervekhez kötődhettek, de a megrendelőket sose sikerült azonosítani.
Putyin ismert politikai kihívója, Alekszej Navalnij 2020 augusztusában történt megmérgezése kapcsán is számos európai állam az ügy pártatlan kivizsgálását követelte, miközben szankciókat helyeztek kilátásba Oroszországgal szemben. Az orosz kormány itt is tagadta az érintettségét. Navalnij túlélte a mérgezést, majd különböző nemzetellenes vádak miatt börtönbe került. Putyin korábbi másik ellenfele, a Yukos olajvállalat egykori tulajdonosa, Mihail Hodorkovszkij korábban szintén börtönbe került adóelkerülés és sikkasztás vádjával, aki tíz év börtön után Svájcba távozott. Hodorkovszkij szerint a Navalnijjal történtek Putyin erődemonstrációja. Később Navalnij több szövetségese ellen is büntetőeljárás indult, ahogy többek közt Hodorkovszkij alapítványa is feloszlatta magát az ellehetetlenítések miatt.
2021. április 5-én aláírta a választási törvény módosítását, amely összhangba hozza az orosz elnökválasztás rendjét az egy évvel korábban elfogadott alkotmánymódosítással, tovább hosszabbítva a hatalomban maradásának lehetőségét. 2020. július 1-én úgy módosították az orosz alkotmányt, hogy megszűnjön az a kitétel, ami két egymást követő ciklus letöltése után kizárja az újraválasztás lehetőségét, egyben „le is nullázza” Putyin mandátumait, mert a kitétel nem vonatkozik az épp hatalomban lévő államfőre, aki 2020 júliusában is Putyin volt. Ezzel lehetővé vált, hogy akár 2036-ig elnök maradhasson. 2000-es hatalomra kerülése óta eddig is számos törvénymódosítással tették lehetővé, hogy az ország vezető posztján maradhasson államfőként vagy miniszterelnökként.

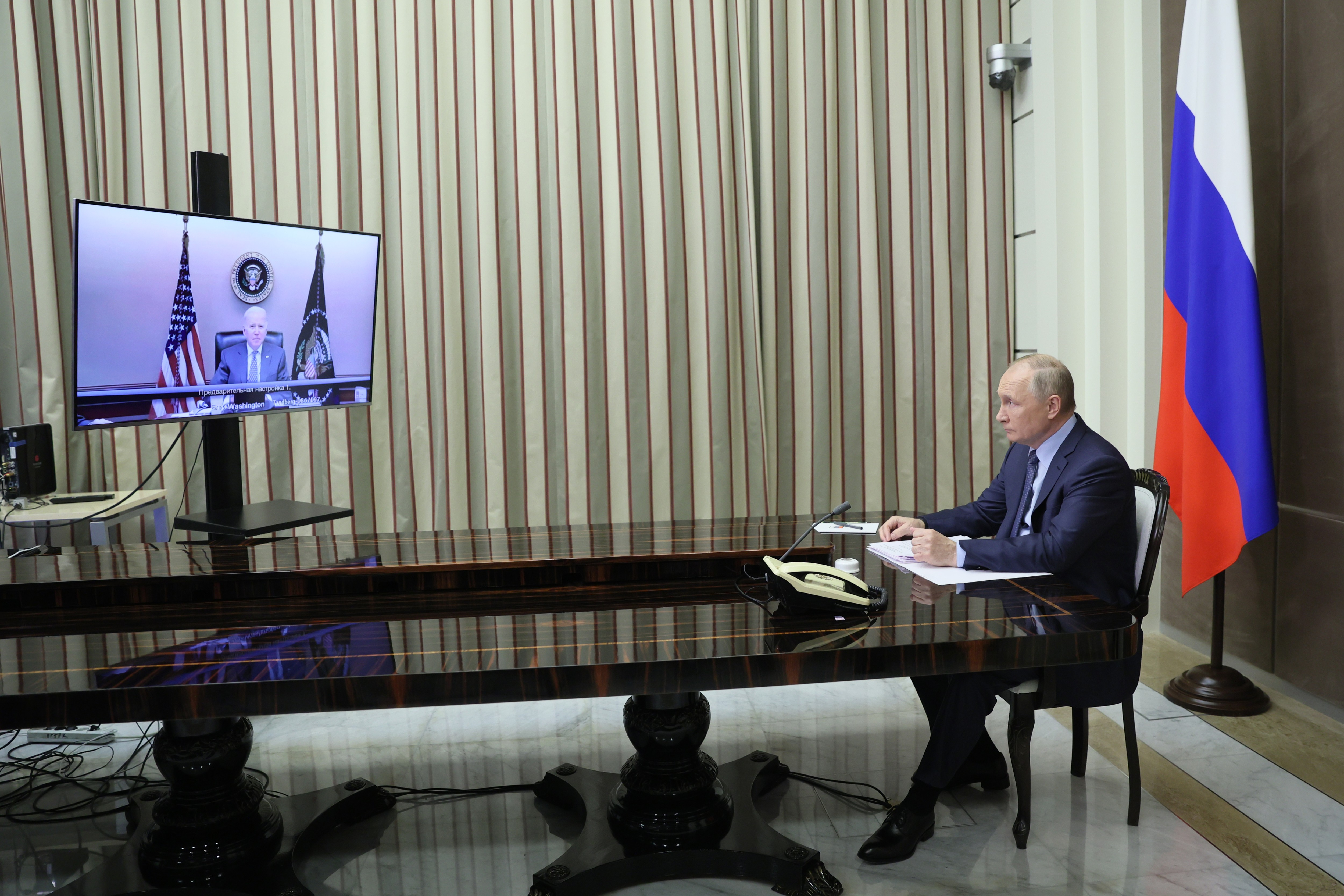
Videókonferencia Vlagyimir Putyin és Joe Biden amerikai elnök között 2021. december 7-én

A 2021. szeptember 17–19. közt tartott, választási csalásoktól hemzsegő orosz parlamenti választáson Putyin pártja, az Egységes Oroszország kormánypárt az előzetes eredmények alapján 315 mandátumot szerzett meg a 450 fős orosz alsóházban, amivel megőrizte alkotmányozó többségét. Az Európai Unió szerint a választások a megfélemlítés légkörében zajlottak. A választási bizottság elutasította a panaszokat, mondván, hogy azok „egy külföldről finanszírozott kampány részét képezik”. Közben kiderült, hogy az FSZB már azokat az oroszokat is „idegen ügynöknek” minősítheti, akik a putyini Oroszország olyan mindennapos visszaéléseiről tudósítanak, mint a korrupció vagy rendőri erőszak. A 2021-ben megosztott béke Nobel-díjjal kitüntetett orosz újságírónak, a kormánykritikus Novaja Gazeta főszerkesztőjének, Dmitrij Muratovnak címezve Putyin jelezte, hogy a kitüntetés nem feltétlenül jelent biztonságot az alól, hogy Muratovot szükség esetén szintén „idegen ügynöknek” minősítsék. 2021 végén az utolsó, még a peresztrojka idején alapított, Memorial Társaság nevű független szervezetet is felszámolták erre hivatkozva, ami a sztálinizmus áldozatainak emlékét ápolta. A társaság szerint Putyin rendszerét zavarja az emlékezés, mert a sztálini idők és Putyin rendszere több ponton is hasonlóságot mutat.
Bírálták amiatt is, hogy egy 2021-es interjúban szexista megjegyzést tett az őt kérdező amerikai újságírónőre, mikor az azt firtatta, hogy Oroszország miért csökkenti Európa felé a gázszolgáltatást. Putyin a megjegyzéssel is nyomatékosítani akarta, hogy ez szerinte nem így van. Az országából történő gázszállítás miatt is rendre akadtak konfliktusai, miután többször zsarolási potenciálként értékelték az orosz gázszállítást.
Kritizálták a 2021 végén, fehérorosz–lengyel határon kialakult migránsválság miatt is, amit a vádak szerint szövetségese, Lukasenka orosz támogatással idézett elő. Putyin ezt is tagadta és ismét a nyugati országokat vádolta, mondván ők csábítják magukhoz a bevándorlókat.

#### 2022-es orosz–ukrán háború
Előzmények
2022 januárjára súlyos katonai krízis állt elő, mikor az orosz haderő látványos mozgósításba kezdett az ukrán határ mentén. Putyin számos figyelmeztetést kapott nyugati országok vezetőitől, amiben óva intették bármilyen Ukrajnát érintő offenzívától, ami mind Oroszországra, mind magára Putyinra nézve súlyos reakciókat vonna maga után. Oroszország garanciát kért Ukrajna NATO-tagságának végleges elhalasztására és a szervezet katonai infrastruktúrájának környékbeli visszafejlesztésére, amiket a NATO és szövetségesei mind visszautasítottak és figyelmeztettek egy esetleges támadás következményeire. Putyin egyértelműen a NATO keleti terjeszkedését igyekezett meggátolni, de ezt első feltételezések szerint inkább Ukrajna gazdasági krízisével kívánta elérni, melyhez a mozgósítás egy lehetséges háború lehetőségével éppen elég volt. Más érvek úgy szóltak, hogy Putyin ukrán háborúja inkább csak egy blöff, aminek lebegtetésével próbálja destabilizálni a különféle véleményen lévő NATO-t és szövetségeseit, miközben más módokon, például kiberbűnözés révén is árthat a nyugatnak.
Később tovább mélyült a válság, mikor Putyin elismerte Donyecket és Luganszkot, mint szuverén államokat, ezen kívül élesen kritizálta Ukrajnát, kétségbe vonva az ország puszta létét is, majd Ukrajnát vádolta agresszióval és hogy üldözné az orosz kisebbségeket. Feltételeket is megfogalmazott Ukrajna felé, amivel „csökkenhetne a feszültség”, ezek a Krím elismerése, mint Oroszország része, Ukrajna NATO-csatlakozási szándékának elvetése és az Ukrajnába küldött fegyverszállítmányok felfüggesztése. Volodimir Zelenszkij ukrán elnök visszautasította Putyin állításait és követeléseit. Putyin a parlamenttől is engedélyt kapott az orosz haderő külföldön való bevetésére. Joe Biden amerikai elnök és az Európai Unió is szankciókat jelentett be Putyinnal és Oroszországgal szemben. Vélemények szerint a Putyin főideológusának tartott Alekszandr Geljevics Dugin befolyásolására kerülhetett háborús helyzetre sor, ami egy történelmi orosz területi állapot, „Novorosszija” újrateremtését célozza.
A háború kitörése

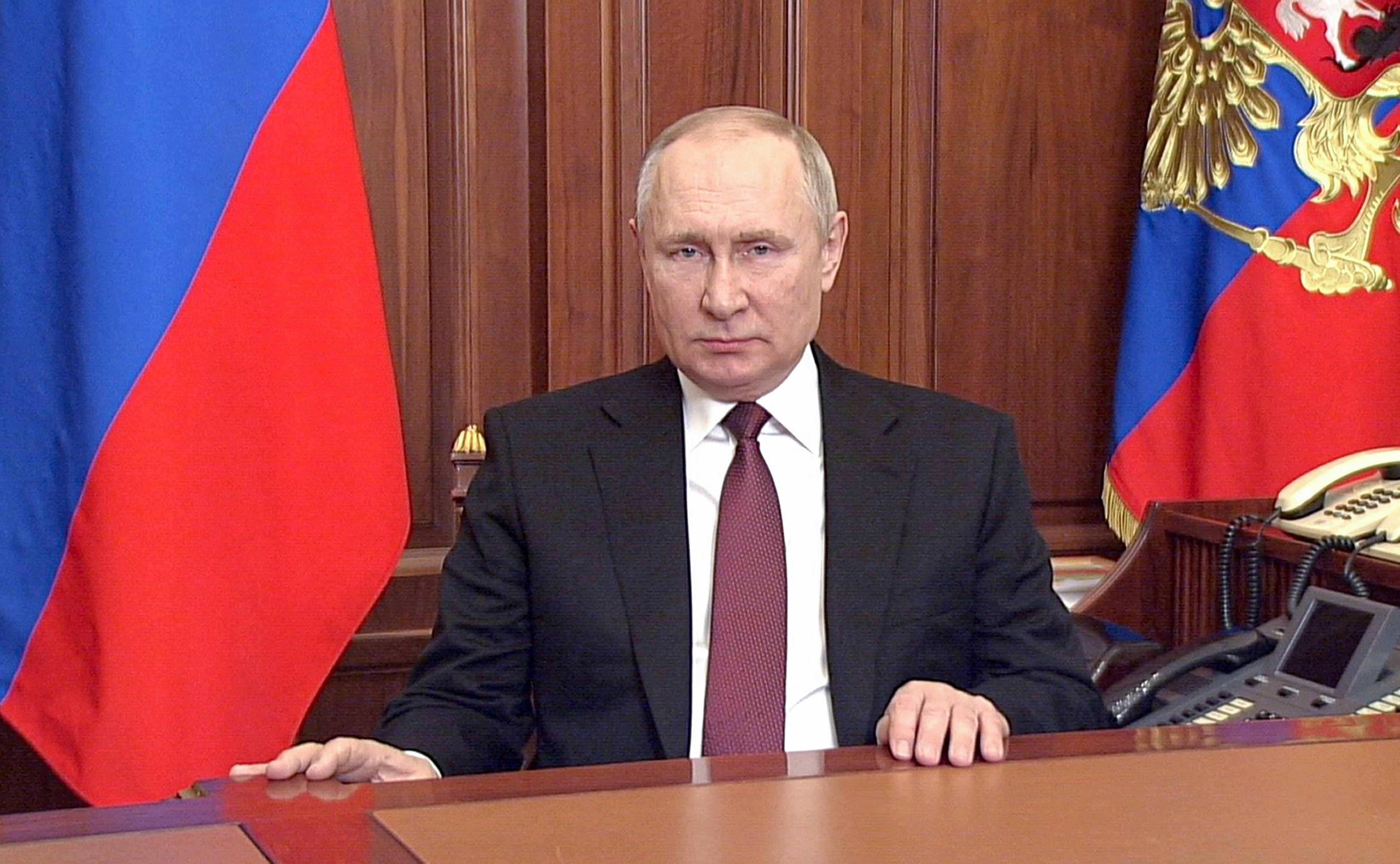
2022. február 24-én az Ukrajna elleni különleges katonai művelet elrendelésekor

2022. február 24-én jelentette be, hogy Oroszország egy különleges katonai műveletet hajt végre, amivel Ukrajnát akarják demilitarizálni, illetve „nácimentesítik” a kijevi kormányt, ezzel lényegében támadást intézve Ukrajna ellen. Arra hivatkozott, hogy az általa elismert ukrajnai szakadár köztársaságok segítséget kértek a velük megkötött barátsági és együttműködési szerződés jegyében, ahol Putyin szerint „népirtás” zajlott Kijev részéről, de állításait semmivel nem bizonyította. Oroszország haderejét kiemelve megtorlást helyezett kilátásba mindenkivel szemben, aki be kívánna avatkozni a hadműveletekbe. Jens Stoltenberg NATO-főtitkár az orosz vezetést tette felelőssé a kialakult helyzetért. Putyin később is arra hivatkozott, hogy „nem volt más mód” Oroszország védelmére, mint Ukrajna megtámadása. Egy másik beszédében további, a valóságtól teljesen elrugaszkodott állításokat tett: szerinte valójában nem is az ukrán haderővel harcolnak, hanem „illegális nacionalista csoportokkal”, akik emberi pajzsként használják az ukrán katonaságot, ezt pedig amerikai tanácsadók javasolták nekik. Ezek a csoportok szerinte szándékosan provokálják az oroszokat, hogy civileket bombázzanak, de ismét szóba kerültek a „nácik”, akik elfoglalták Kijevet. Közben az EU tiltólistára tette Putyint és Szergej Lavrov külügyminisztert is, aminek értelmében befagyasztották a vagyonukat, egyúttal jelentősen korlátozták Oroszország pénzügyi, ipari és gazdasági lehetőségeit is. Február 27-én Putyin már a nukleáris fegyverek használatát is kilátásba helyezte, mikor azok „készültségbe helyezéséről” döntött.
Emmanuel Macron francia elnök többször is a háború ellen szólalt fel Putyinnal folytatott beszélgetése során, aki szerint „minden a tervek szerint halad.” Március 4-én azt kérte a többi országtól, hogy ne fokozzák a feszültséget szankciókkal vagy korlátozásokkal. Szerinte ő kizárólag csak válaszreakciót adott, ahogy mindig, és Oroszország minden kötelezettségének továbbra is eleget fog tenni, ezért inkább a „normalizálásra” helyezné a hangsúlyt. Közben olyan törvényt léptettek életbe, ami büntethetővé teszi az orosz megszállás közlését az orosz médiában. Putyin az őt és országát érintő szankciókra reagálva azt mondta, hogy azok szinte felérnek egy hadüzenettel, de beszélt az „Ukrajnát támadó nácikról” is. Putyin beszámíthatóságát találgatások övezték a háború megindítását kiváltó döntése nyomán. Elnökségének ideje alatt sok bírálója akadt, de ezidáig nem volt jele annak, hogy vélt vagy valós betegsége érdemben korlátozta volna a tevékenységét. 2022 júniusában megint fenyegetően szólt, amiért a nyugati szövetségesek nagy hatótávú rakétákkal támogatták Ukrajnát. Egy alkalommal Nagy Péter cárral hozta összefüggésbe Ukrajna megtámadását, szerinte ugyanis a háború a „visszaszerzésről” szól, ahogy szerinte „Nagy Péter sem hódított annak idején, hanem visszaszerzett területeket”. Putyin szerint most is ez történik, mert szerinte „egy ország vagy szuverén, vagy gyarmat, köztes megoldás nincs.” Több teljesen légből kapott háborús indok mellett később is próbálkozott történelemhamisítással, mikor egy régi térképpel akarta igazolni, hogy Ukrajna a szovjet idők előtt nem létezett, csakhogy a 17. századbeli térképen is az szerepelt, hogy „Ukrajna, a kozákok földje”. Továbbra is a nyugati országokat kritizálta és őket vádolta a konfliktus eszkalálásával, azt viszont tagadta, hogy egészségügyi problémái lennének. Közben a háború kitörése óta is több Putyinhoz közeli oligarcha vesztette gyanús körülmények közt az életét, feltehetően azért, mert ellenezték a háborút. 2022. szeptember 21-én részleges mozgósítást rendelt el a tartalékos állományból, amely mintegy 300 000 embert érint. Ez volt az első országos beszéd Putyin részéről, azt követően, hogy serege február 24-én megtámadta Ukrajnát. A beszédben a mozgósítás mellett támogatta az oroszok által megszállt területek népszavazási kezdeményezéseit, majd többek között a nyugatot bírálta és tömegpusztító fegyverekkel is fenyegetőzött.

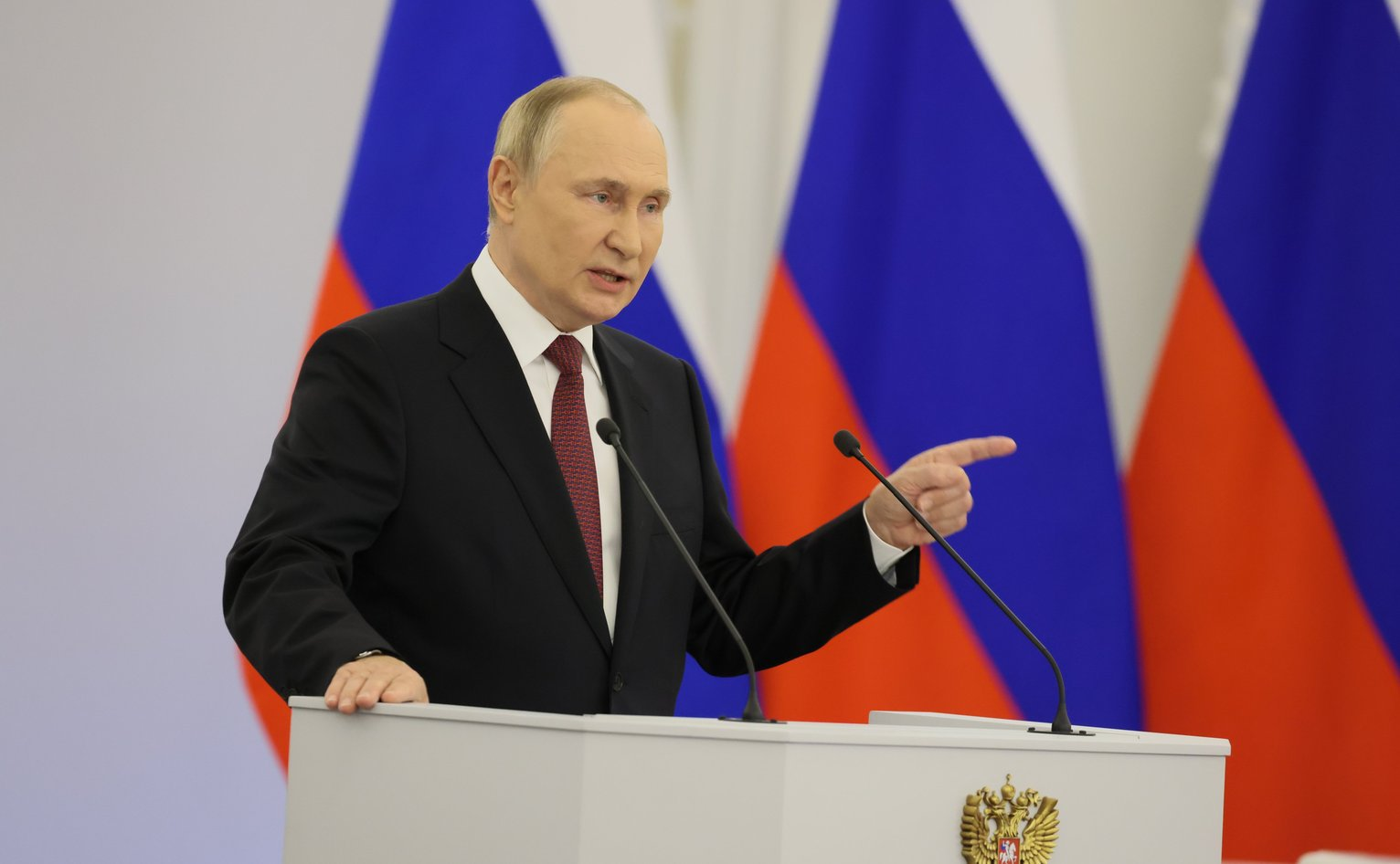
Vladimir Putyin 2022. szeptember 30-án bejelentette a megszállt területek annektálását

2022. szeptember 30-án aláírta azt a dokumentumot, ami az orosz fél részéről szentesíti a szakadár „Donyecki Népköztársaság”, a „Luhanszki Népköztársaság”, valamint Herszon és Zaporizzsja orosz erők által megszállt részeinek Oroszországhoz csatolását. A csatlakozást helyi népszavazás előzte meg, aminek érvényességét az EU és más nyugati országok sem ismerték el, ahogy az ez utáni csatlakozást sem. Ursula von der Leyen szerint „az illegális annexió” semmin nem változtat, Volodimir Zelenszkij pedig bejelentette, hogy ezek után hivatalosan is megkezdte Ukrajna NATO-hoz való csatlakozását. Putyin szerint a Donbaszban élők „örökre orosz állampolgárok lesznek, az annexió végleges és nem alku tárgya”. Azt ígérte, hogy Oroszország újraépíti a városokat és falvakat, fejleszti az infrastruktúrát, azt nem említve, hogy a károk nagy része az orosz erők támadásainak köszönhető. Putyin kivezényelt tömeg előtt éltette a „négy új orosz régiót”.
2023. március 17-én a Nemzetközi Büntetőbíróság háborús bűncselekmények feltételezett felelőssége miatt elfogatóparancsot adott ki ellene, amit a szervezet szerint elsősorban ukrán árvaházi gyermekek Oroszországba hurcolásáért hoztak meg vele szemben. Az intézkedés szerint Putyin kiadható a hatóságnak, ha annak bármely tagországa területére utazna. Ettől függetlenül az orosz kormány közölte, semmisnek tekinti a kiadott elfogatóparancsot, mert Oroszország nem ismeri el a Nemzetközi Büntetőbíróság joghatóságát, nem működik együtt vele és szerintük ezért nem is terheli semmilyen velük kapcsolatos kötelezettség. 2023. június 14-én több kormánypárti bloggerrel találkozott, ahol elismerte, hogy a háború megnyeréséhez nem áll Oroszország rendelkezésre kellő mennyiségű és minőségű harci eszköz.
2024 februárjában interjút készített vele Tucker Carlson vitatott személyű amerikai médiaszemélyiség, mint az első nyugati riporter a háború kitörése óta. A beszélgetés során több történelmi eseményt boncolgattak, amiket Putyin igyekezett úgy interpretálni, hogy azok az ő jogosnak tűnő indokaiként jelenjenek meg a háború kapcsán, míg Carlson ezen a téren láthatóan jelentős felkészületlenségről tett tanúbizonyságot. Putyin itt azt is szóba hozta, hogy állítása szerint soha nem ajánlott fel ukrán területeket Magyarországnak.

### Ötödik elnöki ciklus (2024– )
A 2024. márciusában között megtartott választáson fölényesen nyert, miután minden érdemi kihívójának indulását ellehetetlenítették és teljesen átláthatatlanná tették a választást, amin külföldi megfigyelők nem is vehettek részt. A nyugati, illetve EU-s politikai szereplők megnyilvánulásaikkal egyértelműen tudatták, hogy részükről Putyinra egy ismét csalásokkal és megfélemlítéssel „megválasztott” vezetőként tekintenek. Hozzátették, hogy a megszállt ukrán területeken tartott választások eredményeit sem ismerik el.

## A kritikusok kiiktatása
A kritikusokat és az ellenfeleit a médiában „söpredéknek” és „árulóknak” nevezték, és keményen bántak velük. 
A bírálók közül számosan kerültek börtönbe, lettek mérgezés áldozatai vagy haltak meg rejtélyes körülmények között.
Egyeseket, például Mihail Hodorkovszkij olajmágnást, börtönbe zártak, míg mások meghaltak. 2006-ban Putyin születésnapján lelőtték Anna Politkovszkaja oknyomozó újságírót és ugyanabban az évben (2006) Angliában radioaktív anyaggal meggyilkolták Alekszandr Litvinyenko disszidáns titkosszolgálati tisztet.
Nem sokkal járt jobban a Szkripal-házaspár (Szergej Szkripal), Jevgenyij Prigozsin és más kritikusok sem.

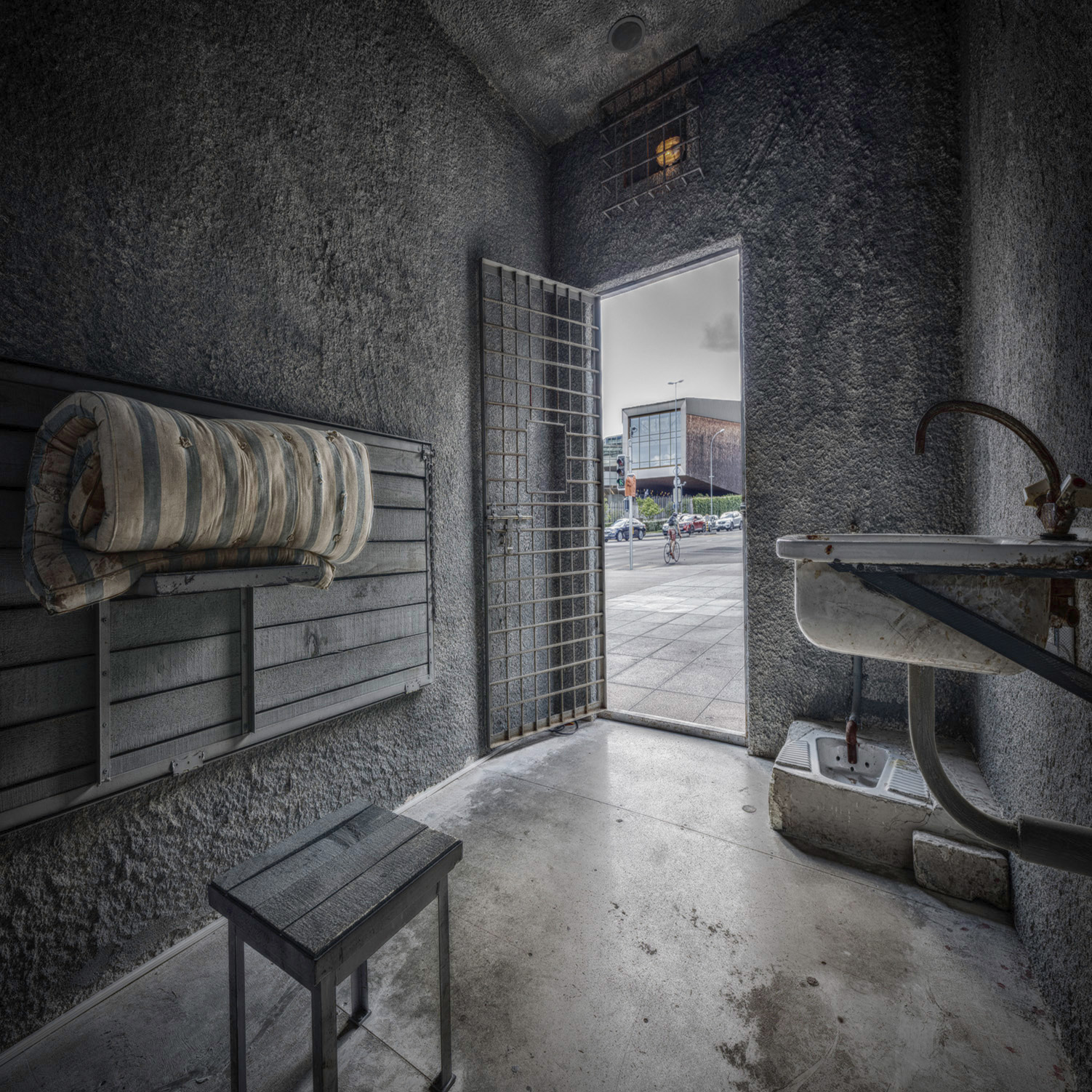
Alekszej Navalnij magánzárkájának másolata Genfben

Nyikolaj Andruscsenko ellenzéki politikus, újságíró hosszasan foglalkozott a Putyin körül már a 2010-es években megszaporodó gyanús ügyletekkel, melyekhez Putyinon kívül alvilági körök is kapcsolódtak, amíg Andruscsenko 2017-ben bele nem halt egy támadás szövődményeibe, miután az utcán összeverték. A feltárt ügyek során bebizonyosodott, hogy Putyin köréből sokan tettek szert állami megrendelésekre és ezáltal jelentős vagyonra, noha Putyin érintettségét sose sikerült orosz szerveknek kideríteniük. 
Az olyan, Putyin ügyeivel foglalkozó személyek pedig, mint Andruscsenko mind merényletekben vagy tisztázatlan módon vesztették életüket, köztük a volt szentpétervári polgármester, Anatolij Szobcsak is, aki alá korábban Putyin is tartozott a kilencvenes évek elején.
2024 februárjában meghalt Alekszej Navalnij ellenzéki vezető is, akit Oroszország egy távoli börtönében tartottak fogva. Navalnij özvegye, Julija Navalnaja egyértelműen kijelentette, hogy „Putyin ölte meg” a férjét, és később pedig bejelentette, hogy folytatni fogja férje ügyét, és felkérte Navanij támogatóit, álljanak mellé. Az EU vezetői szintén elítélték az orosz vezetést Navalnij halála miatt. Ursula von der Leyen, az Európai Bizottság elnökének közleménye szerint Putyin fél a saját népétől. Több más vezető politikus és közéleti szereplő is Putyint okolta Navalnij haláláért.

## Háborúi
Putyin több mint két évtizedes hivatali ideje alatt egyre agresszívebb módon használta fel a hadsereget.
Mandátuma elején erőszakosan elnyomott egy szeparatista mozgalmat az Orosz Csecsen Köztársaságban.
2008-ban rövid, de nagyszabású grúz inváziót szervezett, ezzel megerősítve az oroszok ellenőrzését a szakadár Abházia és Dél-Oszétia régiók felett.
2015-től kezdve beavatkozott a szíriai polgárháborúba, többek között engedélyezte Aleppó városának hosszan tartó bombázását.
Ezenkívül orosz zsoldosokat telepített különböző afrikai országokba.
Putyin leghosszabb ideig tartó konfliktusa Ukrajnában zajlik. 2014-ben az ukrán tüntetők menesztették az Oroszország által támogatott elnöküket (Janukovics). Ezután Putyin a Krím elcsatolásával is támogatta a kelet-ukrajnai szeparatista felkelést. 
2022-ben aztán teljes körű inváziót indított Ukrajna ellen, de nem sikerült bevennie Kijevet, a fővárost. A heves harcok azóta több százezer emberéletet követeltek.

## Magánélete
1983-ban feleségül vette Ljudmila Alekszandrovna Skrebnyevát (1958). A házaspárnak két lánya született: Marija Putyina (Leningrád, 1985. április 28.), aki a Mása Voroncova nevet használja, a hollandiai Voorschotenben él férjével, Jorrit Faassennel (1979) és gyermekükkel, Vlagyimirrel, valamint Katyerina Putyina (Drezda, 1986. augusztus 31.), aki a Katyerina Vlagyimirovna Tyihonova nevet használja, a Moszkvai Állami Egyetem tudományos tanácsának tagja, az egyetem modernizációs programjának vezetője. 2013-ban férjhez ment Kirill Samalov (1982. március 22.) milliárdos vállalkozóhoz, kinek apja, Nyikolaj Samalov oligarcha, a Gazprombank elnöke együtt szolgált Putyinnal a KGB-ben, és szintén az egyetemi program irányítói közé tartozik. Az akrobatikus rock and rollal is foglalkozó Katyerina sem szegény, nem tisztázott eredetű vagyonát 2 milliárd dollárra becsülik, férjével közös vállalkozásuk több kormánypárti tévécsatornát működtetett. A házaspár nagyjából öt év után szétvált. Az orosz-ukrán háború kitörése után Putyin lányai is nyugati szankciók alá kerültek. 2022 júliusában az a hír is napvilágot látott, miszerint Katyerina az apjától abban a háború miatt létrehozott testületben kapott munkát, aminek feladata kidolgozni, hogyan helyettesítsék a háború miatt kivonult nyugati cégek termékeit és szolgáltatásait.
Putyin 2013-ban elvált feleségétől, majd azt közölte, hogy addig nem nősül meg újra, amíg volt felesége nem köt újra házasságot. A média találgatásai szerint gyengéd szálak kötik az egykori ritmikus gimnasztikázóhoz, Alina Kabajevához. A 2004-es olimpiai bajnok Putyin pártjának, az Egységes Oroszországnak a képviselője, valamint egy médiavállalkozás elnöke. A New York Post 2013 elején azt írta, hogy Kabajeva 2012 novemberében kislányt szült Putyinnak, 2009-ben pedig egy fiút is. A viszonyról évek óta cikkeznek a lapok: 2008-ban a Moszkovszkij Korreszpongyent azt írta, Putyin külföldön titokban el akarta venni szeretőjét. Az elnök cáfolta a hírt, s nem sokkal később a lap megszűnt. Putyin elnök egy 2014-ben készített interjúban megerősítette, hogy kapcsolatban él. 2015-ben svájci források arról adtak tudósítást, hogy Alina Kabajeva egy ottani klinikán megszülte a harmadik gyerekét, egy kisfiút, majd 2018-ban állítólag ikerfiúknak adott életet. 2022-ben is híre ment egy újabb gyerek születésének, akinek Putyin állítólag nem örült.
Putyin orosz ortodox vallású. 
Fekete öves dzsúdó mester – de a sportág egyes művelői szerint nem biztos, hogy a hozzáértésével szerezte meg.

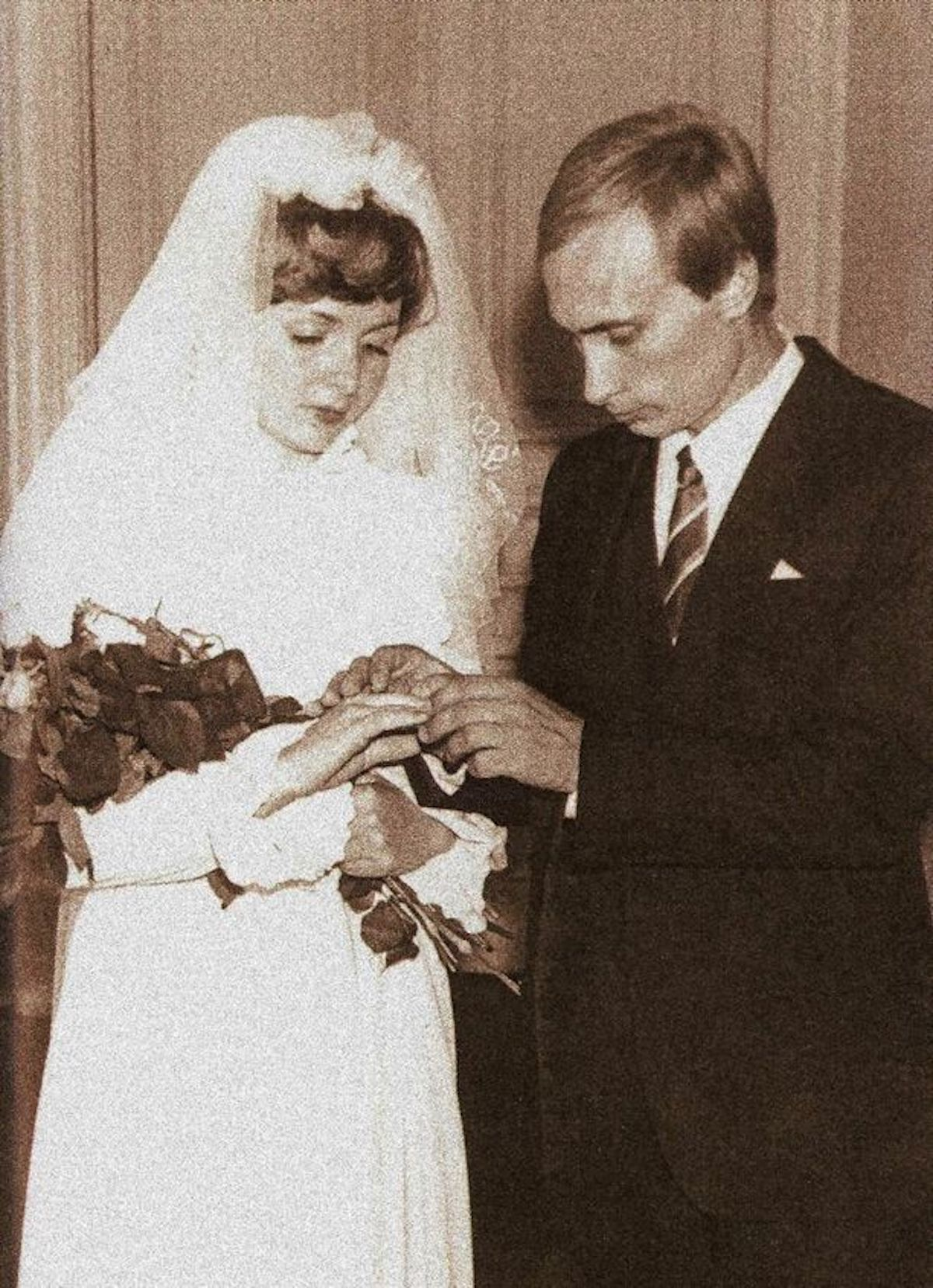
1983-ban, Ljudmilával
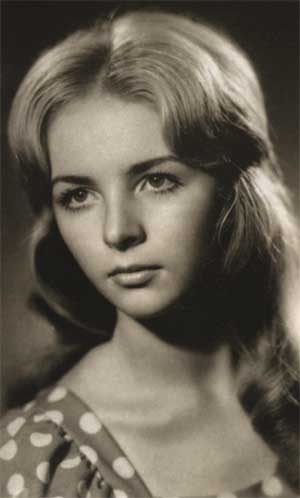
Ljudmila 1988-ban
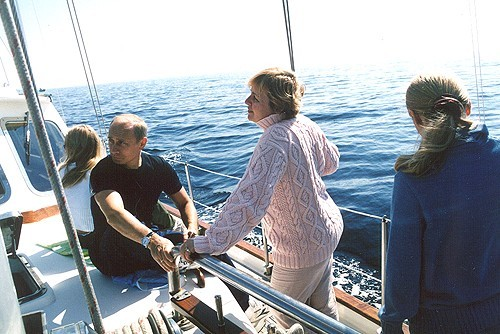
Családjával 2002-ben
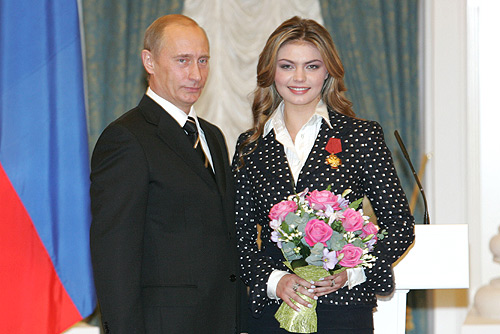
Putyin és Kabajeva 2005-ben
- Putyin Formula–1 pilótaként

## Érdekességek
Putyin az évek folyamán többször mutatkozott egyfajta „macsó szuperhősként” képeken és videókban, aki a vadonban jár, segít egy tigris elejtésében, búvárkodik, meztelen felsőtesttel, izmait megmutatva lovagol, vagy csak pihen. Az első vélemények szerint ezzel a saját imázsát kívánta emelni az oroszok körében, Leonyid Bersidszkij, a Bloomberg orosz származású publicistája szerint viszont a valóság ennél árnyaltabb: Putyin ezekkel a szerepléseivel valójában trollkodik, lényegében azt fejezi ki, hogy a legkevésbé sem tudnak őrá és Oroszországra hatni a nyugati hatalmak a szankcióikkal, miközben az oroszok komoly problémákat okoznak az amerikai informatikai hálózatokba való betörésekkel. Ugyanakkor nárcizmusára utalnak olyan esetek is, mint amikor magassarkú cipőben fotózkodott egy csapat egyetemistával, akik közül a magasabbakat szélre állították a csoportképen, hogy a 168 cm-es magasságával ne tűnjön alacsonynak.
Közismerten közeli barátságba került Steven Seagallal, aki az ukrán konfliktus után is kitartott mellette, ugyanakkor korábbi pártolói, mint Gérard Depardieu, Silvio Berlusconi vagy Marine Le Pen a háború kirobbanása után elfordultak tőle.
Kedveli a drága karórákat, gyűjteményét 74 millió forintra becsülték. Mikor pedig egy 2022. március 18-án (kivezényelt tömeg előtt) megtartott rendezvényen a Krím-félsziget elcsatolásának nyolcadik évfordulóját ünnepelték, egy 12 000 eurós – akkori árfolyamon kb. 1,445 millió rubeles, vagyis 4,5 millió forintos – kabátban jelent meg, ami az orosz éves átlagbér kétszerese.
Többször felmerült vele kapcsolatban, főleg a 2022-ben indított orosz–ukrán háború után, hogy testdublőröket használ, akik különböző alkalmakkor helyettesítik.
Randy Newman zeneszerző-előadó 2017-ben írt egy dalt Putin címmel, mely szatirikusan figurázza ki az elnököt.
Kritikusai gyakran használják rá a Putler gúnynevet.